# High Backbone
High Backbone (Lakota Chanko Wakatuya ‚Hohes Rückgrat‘, eigentlich Čhaŋkȟóhaŋ Waŋkátuya, auch Hump genannt; * um 1820; † 1870) war ein Minneconjou-Lakota-Sioux.

## High Backbone und Crazy Horse
High Backbone wurde als Kriegsführer und Mentor des jungen Crazy Horse bekannt. Die Altersangaben differieren je nach Quelle. Der Häuptling He Dog äußerte gegenüber Eleanor Hinman, dass Hump ungefähr im gleichen Alter wie Crazy Horse war. Charles Eastman wiederum beschrieb Hump als bedeutend älter, vielleicht fünf bis zehn Jahre. Die Differenz mag daher rühren, dass Crazy Horses Vater Worm früher auch als Tashunka Witko, also Crazy Horse, bekannt und zudem Hump als kola (≈ Freund oder „Blutsbruder“) eng verbunden war.

## Red Clouds Krieg 1866–1868
High Backbone war im Rahmen des sogenannten Red-Cloud-Kriegs der strategische Anführer im Fetterman-Gefecht am 21. Dezember 1866. Die älteren zivilen Führer der Lakota wurde zur Zeit der Auseinandersetzungen um den Bozeman Trail vielfach von den jungen Kriegern verdrängt und durch entschlossene und erfolgreiche Kriegsführer ersetzt. Bei den Oglala positionierte sich Red Cloud in einem entsprechenden Prozess ebenfalls in eine Führungsrolle. Zusammen mit Crazy Horse führte er die vereinigten Lakotakrieger in die „Wagon Box“-Schlacht. Diese Schlacht war militärisch jedoch ein Fehlschlag. Die Lakota kämpften noch nicht als organisierte Einheit, sondern eher in Form einzeln agierender Krieger. Dies und ihre waffentechnische Unterlegenheit führten dazu, dass die US-Soldaten standhalten konnten. Aufgrund hoher Verluste auf der Seite der Lakota betrachteten weder sie noch die US-Militärs die Schlacht als Sieg für die jeweilige Seite.
Auch nach Abschluss des Laramie-Friedensvertrags 1868 hatte High die Position eines angesehenen Kriegsführers (blotahunka / „Kriegshäuptling“) weiter inne. High Backbone wurde während eines Überfalls auf die Shoshone im Herbst / Winter 1870 vor den Augen Crazy Horses getötet.

## Familie
- Vater: Black Buffalo (1760–1820), unklar
- Mutter: Good Voice Woman
- Geschwister: Rattling Blanket Woman (Halbschwester, heiratete Crazy Horses Vater Worm)
- Verheiratet mit mehreren Cheyenne Frauen (?) und einer Crowfrau.
- Kinder: Hump II (? – nach 1900), unsicher und weitere Kinder